# Castelo de Branzac

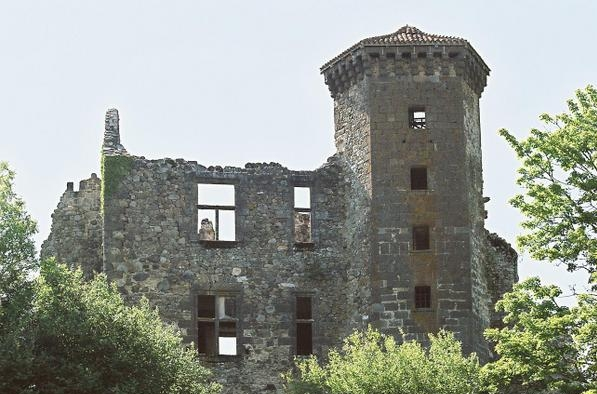
Face sul do castelo

O Castelo de Branzac é um castelo do século XV em ruínas na comuna de Pleaux, no departamento de Cantal, na França. Sendo uma enorme torre de menagem com torres de canto, o castelo é uma ruína pitoresca no final de um promontório.
Uma propriedade privada, está classificado desde 1921 como monumento histórico pelo Ministério da Cultura da França.